# ادجوير رود
ادجوير رود (وتعرب أحيانا أجود رود - كما تسمى أيضا شارع العرب) هو شارع في شمال غرب لندن، تشتهر بأجوائه العربية والشرقية عموما.

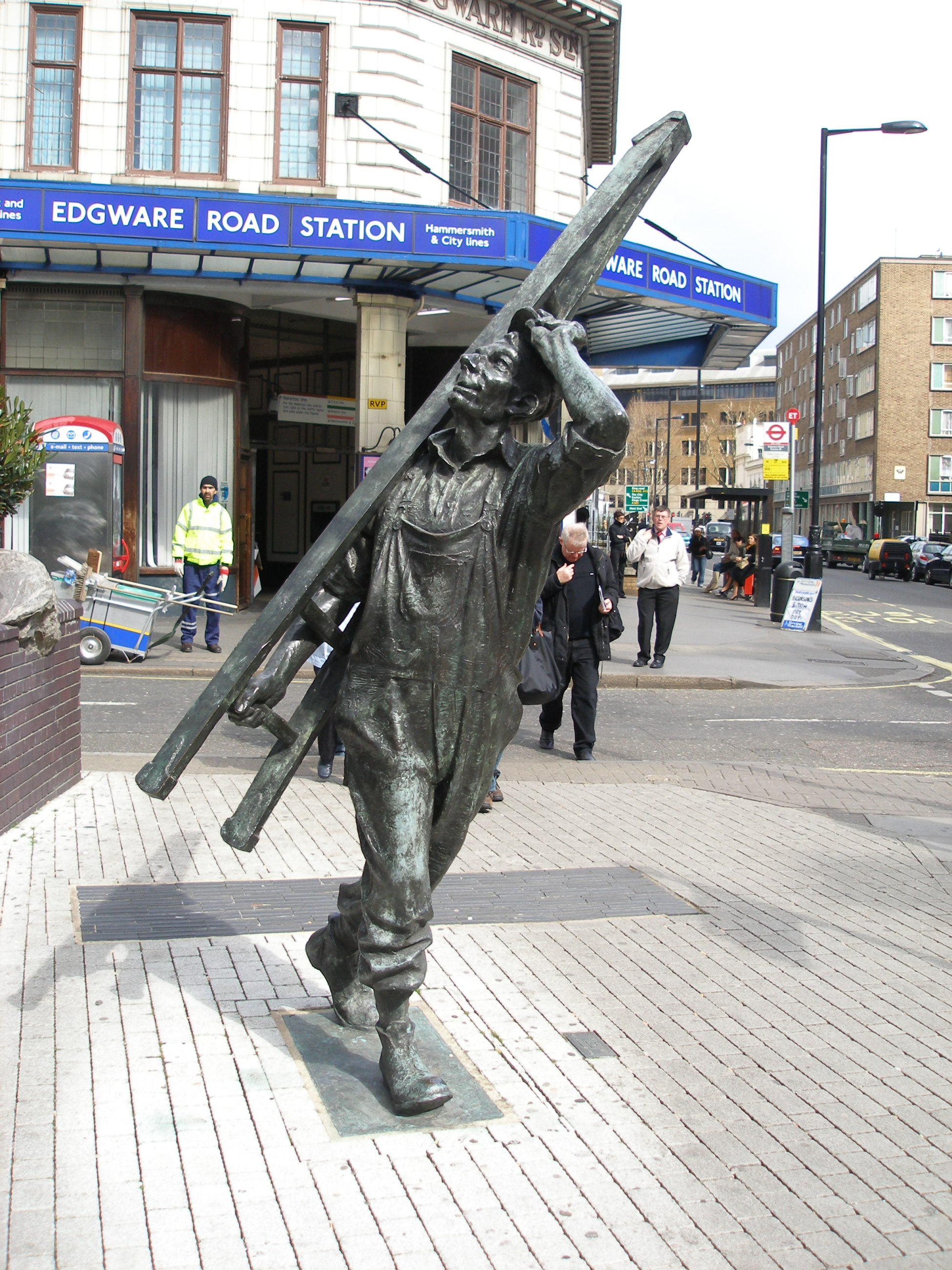
تمثال منظف النوافذ قرب «محطة ادجوير رود» لمترو الأنفاق.

يبدأ الشارع من الماربل آرج - عند زاوية تلاقي أكسفورد ستريت مع بارك لين - ويتجه شمالا إلى حي «ادجوير». الشارع معروف بكثرة المطاعم الشرقية (خصوصا اللبنانية) ومقاهي النارجيلة والصيدليات، كما أن كثير من لافتات المحلات مكتوبة بالعربي.

## تاريخ
يعود أصل الشارع إلى العصر الروماني وتحديدا إلى سنة 43 قبل الميلاد. في العصور الحديثة توافد المهاجرون إلى المنطقة ومنهم العرب، وكانت موجات الهجرة مرتبطة في العادة بالأحداث السياسية في البلاد الشرقية. فقد بدأ المصريون بالهجرة إلى ادجوير رود في الخمسينات، ثم تلاهم اللبنانيون عند نشوب الحرب الأهلية، ثم الإيرانيون بعد الثورة الخمينية، إلى جانب أعداد كبير من المهاجرين من أهل العراق خصوصا والجزائر.

## ثقافة

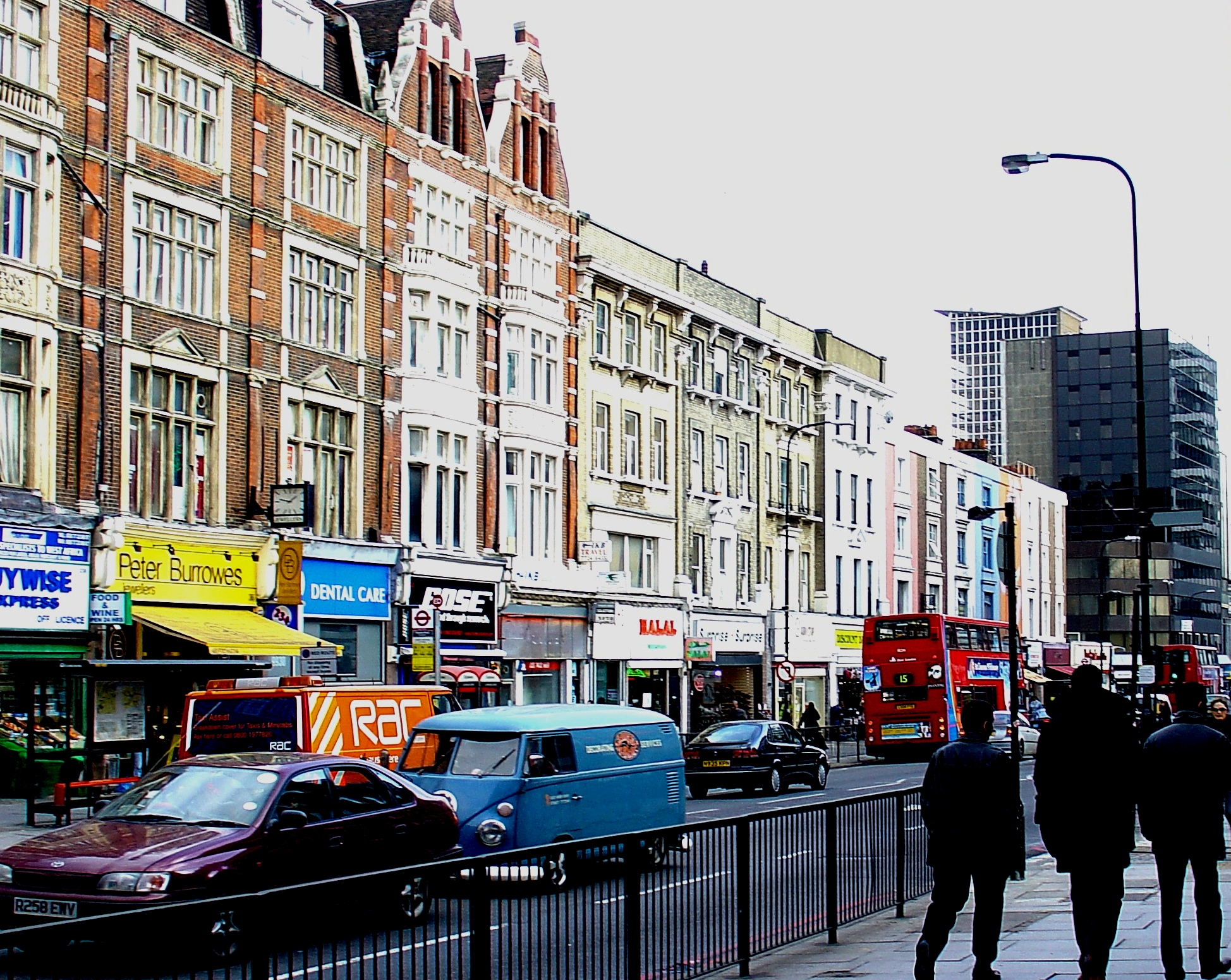
ادجوير رود - 2007 م.

في آخر الشارع - جنوب تقاطعه مع كوبري مرليبون - تصبح السمة العربية على ادجوير رود هي الطاغية، فكثير من لافتات المحال تكتب بالخط العربي. في جانبي الشارع يوجد مطاعم شرقية متنوعة، إلا أن المطاعم اللبنانية هي الأكثر انتشارا، وخصوصا سلسلة مطاعم «مرّوش»، ولها عدة فروع في نفس الشارع.
من سمات ادجوير رود أيضا كثرة المقاهي، التي تشتهر بتقديم النارجيلة. لكن في عام 2006 م فرض قانون جديد يحضر التدخين إلا في الهواء الطلق، فاضطر أصحاب المقاهي إلى بتقديم النارجيلة على جانبي الرصيف فقط، مما أثر سلبا على أرباح هذه المقاهي.
من المحلات المنتشرة في الشارع أيضا الصيدليات، التي عادة ما تتساهل في فرض القوانين الإجرائات المحلية، فيستطيع الزبون شراء ما يريد بدون وصفة من الطبيب، بخلاف الصيدليات المنتظمة.
نحو سنة 2008 م، أغلقت «مؤسسة الأهرام» المصرية «مكتبة الأهرام» التابعة لها، والتي كانت من آواخر المكتبات العربية في الشارع. اليوم لم يبقى إلا دكاكين تبيع حاجيات متنوعة إلى جانب الكتب، وتركز على الكتب الأكثر مبيعا وخصوصا الروايات الخليجية الحديثة.

## مواصلات

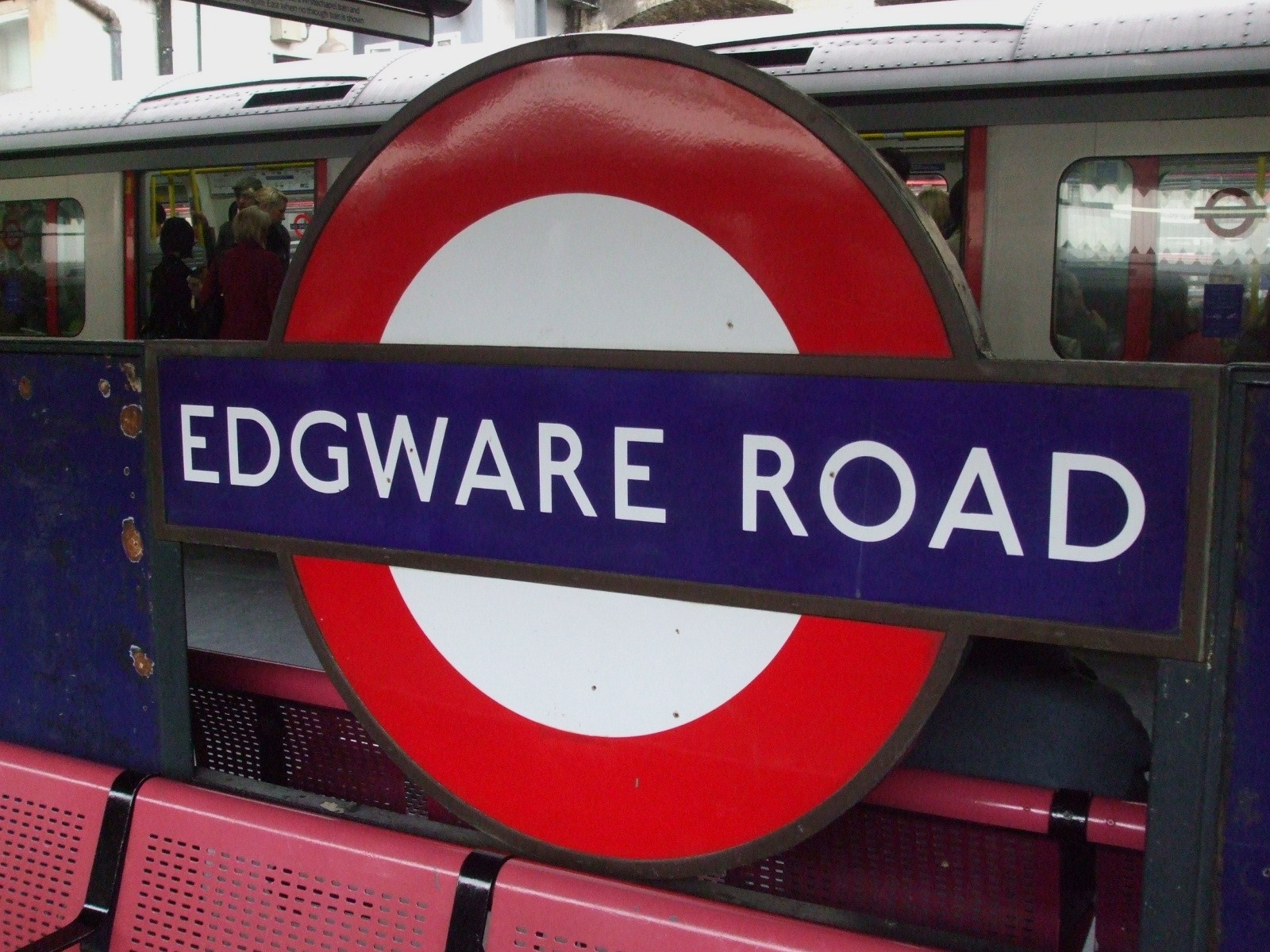
احدى لافتات محطة ادجوير رود.

يوجد قرب الشارع ثلاث محطات مترو (الأندرغراوند). اثنان منهم يدعون «ادجوير رود» - غير أنهما محطتين مختلفين ويقعون على خطوط مختلفة من شبكة المترو. المحطة الثالثة هي في أقصى جنوب الشارع واسمها محطة ماربل آرج (كونها قريبة جدا من القوس نفسه). من محطات القطار القريبة من الشارع: «محطة بادنغتون» و«محطة مرليبون».
إلى جانب ذلك، انتشرت في السنين الأخيرة ظاهرة شرقية أخرى وهي التنقل عبر التوك توك (أو ما يسمى محليا الريكشو)، إلا أن هذه المهنة غير منتظمة ولا تقرها البلدية، كما أن أسعارها باهظة جدا.

## معلومات متفرقة
- لا يوجد مسجد على شارع ادجوير، وأقرب مسجد هو المسمى مركز «صلاح الدين» ذو الإدارة الكردية. صلاة الجمعة تكون مكتظة في هذا الجامع فتصلى على دفعتين.[10]
- في العام 2004 م اشترى رئيس الوزراء البريطاني حينها، طوني بلير، اشترى بيتا بسبعة ملايين دولار في منطقة ادجوير رود، وتحديدا في ميدان «كونوت سكوير».[11] ويقال بأن أحد أشقاء أسامة بن لادن يملك شقة بجوار بيت بلير.[12]
- في العام 2005 م استُهدفت إحدى محتطي الأندرغراوند ضمن الهجمات المعروفة باسم 7/7، اودى بحياة ستة أشخاص - كما أدى حينها إلى قلق عند أصحاب المحلات العربية.[13]